# Coelogyne fragrans
Coelogyne fragrans é uma espécie de orquídea epífita, família Orchidaceae, originária da Nova Guiné.